# Peter Box Andersson
Peter Box Andersson, även Peter Andersson, Peter A. och Peter Box, född 1957 i Uppsala, är en svensk utställningskurator med inriktning på samtidskonst och socialhistoria. Han har även under kortare perioder varit verksam som konstnär. Genom verket The Aerial Kit (1990), ett kollektivt verk som han var initiativtagaren till, är han representerad vid Moderna Museet och Norrköpings konstmuseum. 1993 deltog han i utställningen Inbetween på Venedigbiennalen. 
Som utställningskurator var han på 1980-talet delaktig i att introducera nya konstformer i Sverige, t.ex. videokonst, mediekonst och alternativ offentlig konst i utställningsprojektet U-media, Umeå, 1987, fotobaserad konst i Made in Camera, Stockholm, 1988 och performancekonst i 20 Live Projects, Stockholm, 1981. 
Mellan åren 2001 och 2011 var han verksam främst i Norge med stora utställningar på bl.a. Kunstnernes Hus i Oslo och Sørlandets kunstmuseum i Kristiansand. Dessa utställningar hade fokus på mediekonst, deltagarkultur, kollektivitet och lärande. Mot slutet av perioden i Norge producerade han en serie utställningar om norsk arbetarkultur och fackföreningshistoria för Arbeiderbevegelsens arkiv og bibliotek i Oslo.
Efter 2011 har Andersson varit aktiv i ett flertal länder med förmedling av socialhistoria och projekt som studerar och problematiserar olika minneskulturer. 2012 var han medgrundare av History from Below, ett internationellt nätverk av historieaktivister där historieforskning och historieförmedling räknas som "en aktivitet snarare än ett yrke". Han har sedan 2014 varit medlem i Bristol Radical History Group, en ideell sammanslutning som genomför och publicerar historieprojekt i samarbete med aktörer i lokalsamhället, exempelvis kampanjen Countering Colston.